# Carl Ludwig Dyrssen
Carl Ludwig Dyrssen (* 7. Mai 1888 in New York; † 19. August 1957 in Goslar) war ein deutscher Journalist und Schriftsteller.

## Leben
Carl Ludwig Dyrssen wurde 1888 in New York als Sohn eines aus Friesland stammenden Vaters geboren. Er studierte ab 1908 in Paris, Jena, München, Straßburg und Marburg Philosophie und Staatswissenschaften. Dyrssen nahm am Ersten Weltkrieg als Offizier teil. Er wurde 1922 mit der Dissertation Bergson und die deutsche Romantik in Marburg zum Dr. phil. promoviert. Im selben Jahr wurde er Chefredakteur der Oberhessischen Zeitung in Marburg. Er wechselte 1923 in gleicher Position zu den Frankfurter Nachrichten, 1925 zur konservativ-nationalistischen Pommerschen Tagespost nach Stettin und 1930 zur Schlesischen Zeitung nach Breslau. Ab 1939 nahm Dyrssen als Offizier am Zweiten Weltkrieg teil.
Nach Kriegsende kam er als Flüchtling mit seiner Familie nach Goslar, wo er als freier Schriftsteller tätig wurde. Er war im Mai 1946 Mitbegründer der dortigen Volkshochschule, wurde deren zweiter Vorsitzender und Geschäftsführer. Er verfasste Theaterkritiken in der Tagespresse und äußerte sich zu kulturpolitischen Themen im Rundfunk, in Vorträgen, Tageszeitungen und Zeitschriften.
Dyrssen starb im August 1957 im Alter von 69 Jahren in Goslar.

## Schriften (Auswahl)
- Hamann und Oetinger. Ein Beitrag zur Geschichte des deutschen Protestantismus. In: Die Zeitwende. 1. Jahrgang, 1925, S. 376–396.
- Die Botschaft des Ostens. Fascismus, Nationalsozialismus und Preußentum. Verlag Wilhelm Gottlieb Korn, Breslau 1933. (Das Werk wurde nach dem Zweiten Weltkrieg von den Alliierten auf die Liste der auszusondernden Literatur gesetzt[2])
- Die Jahrhunderthalle das Nationaldenkmal. In: Schlesische Monatshefte. 11, Graß, Breslau 1934, S. 81–92.
- Besinnung über dem Abgrund. Gedanken zur geistigen Krise der Gegenwart. Verlag Deutsche Volksbücherei, Goslar 1948 (38 Seiten).
- Wegbereiter der Vernunft. Ein philosophisches Lesebuch. Westermann, Braunschweig 1949.